# Cyclosarin
Cyclosarin (CMPF, GF) ist eine toxische chemische Verbindung aus der Gruppe der Phosphonsäure-Ester, deren Wirkung auf der Hemmung der Acetylcholinesterase beruht. Die Verbindung wurde mit dem Ziel entwickelt, als chemischer Kampfstoff bzw. als Nervenkampfstoff eingesetzt zu werden. Cyclosarin besitzt strukturelle Ähnlichkeit zu Sarin, wobei – als Unterschied zum Sarin – die Isopropylgruppe durch eine Cyclohexylgruppe ersetzt wurde.
Cyclosarin ist eine wenig flüchtige, in Wasser praktisch unlösliche Verbindung. Sie ist chemisch sehr stabil und hydrolysiert erst in der Wärme oder in Gegenwart nucleophiler Reagenzien. Cyclosarin zählt mit zu den stärksten Cholinesteraseinhibitoren (pI50 = 10,1); die Toxizität ist allerdings bei subkutaner Verabreichung an Mäuse und Ratten etwa zwei- bis sechsfach geringer als bei Sarin.
Cyclosarin wurde 1949 vom Team von Gerhard Schrader synthetisiert, der schon zuvor als Erster Tabun und Sarin synthetisierte.
Es wurde von der irakischen Armee in Verbindung mit Sarin als chemischer Kampfstoff eingelagert. Es ist weniger flüchtig als Sarin und deshalb unter den dortigen heißen klimatischen Bedingungen vorteilhafter. Ein weiterer Grund könnte darin gelegen haben, dass es im Gegensatz zu den Vorläufersubstanzen von Sarin nicht unter ein Embargo fiel. Nach J. Tucker ist die Herstellung ähnlich wie Sarin, nur dass Isopropylalkohol durch Cyclohexanol ersetzt wird, das leicht aus der irakischen Ölindustrie zugänglich war. Raketen-Ladungen und Vorräte von rund 8,5 Tonnen an Sarin und Cyclosarin wurden durch US-Truppen im März 1991 in Khamisyah durch Sprengung zerstört. Dabei wurden auch US-Armeeangehörige geringen Dosen ausgesetzt, was später zu Spekulationen Anlass gab, Cyclosarin könnte einer der Auslöser des Golfkriegssyndroms gewesen sein.

## Struktur
Cyclosarin besitzt ein Stereozentrum am Phosphoratom, es gibt also zwei Enantiomere, eines hat (R)-Konfiguration, das andere ist (S)-konfiguriert. Die üblichen Herstellungsverfahren liefern ein racemisches Cyclosarin, also ein 1:1-Gemisch aus dem (R)-Methylfluorphosphonsäureisocyclohexylester und dem (S)-Methylfluorphosphonsäureisocyclohexylester.

## Externe Links zu erwähnten Verbindungen
1. ↑  Externe Identifikatoren von bzw. Datenbank-Links zu (S)-Cycloarsin:  CAS-Nr.: 1280199-59-8, Wikidata: Q134622449.
2. ↑  Externe Identifikatoren von bzw. Datenbank-Links zu (R)-Cycloarsin:  CAS-Nr.: 1280199-60-1, Wikidata: Q134622461.